# Joseph Maria Bünter (Politiker, 1834)
Joseph Maria Bünter (auch Josef Maria Bünter) (* 9. Oktober 1834 in Wolfenschiessen; † 26. Oktober 1914 in Stans) war ein Schweizer Politiker. Von 1883 bis 1892 gehörte er als Vertreter der Konservativen dem Regierungsrat des Kantons Nidwalden an.

## Leben
Joseph Maria Bünter wurde als Sohn des Ständerats Joseph Maria Bünter und der Katharina Christen geboren. Er erhielt nur eine rudimentäre Schulbildung. Er half nach kurzer Schulzeit seinen Eltern auf dem Bauernhof, dem Holzhandel und dem Gasthaus und erledigte die Büroarbeit. Im Jahr 1904 zog er sich wegen eines Nervenleidens und körperlicher Erschöpfung in den vielen Ämtern ins Privatleben zurück.
Auf Gemeindeebene startete Joseph Maria Bünter seine politische Laufbahn als Gemeindeweibel, Gemeindeschreiber und Mitglied des Vermittlungsgerichts von Wolfenschiessen. Im Jahr 1868 wurde er Armenrat und Gemeinderat von Wolfenschiessen und zudem Mitglied und Aktuar im Kirchenrat. Das Amt als Mitglied im Kirchenrat gab er 1874 an seinen Vater zurück. Im selben Jahr wurde Bünter Aktuar des Gemeinderats und erneut Gemeindeweibel, trat aber als Mitglied des Gemeinderats zurück. Auch im Armenrat beschränkte er sich auf die Rolle als Aktuar wegen der Konzentration auf das Amt des Richters auf kantonaler Ebene. 1877 wurde Bünter Waisenvogt von Wolfenschiessen und erneut Mitglied des Armenrats und des Gemeinderats. Wegen seiner Wahl in den Regierungsrat gab Joseph Maria Bünter 1883 bis auf die Mitgliedschaft im Armenrat und Kirchenrat bisherige Ämter auf Gemeindeebene auf. Er wurde allerdings von seinen Mitbürgern zum Gemeindepräsidenten von Wolfenschiessen gewählt. Im Jahre 1889 trat Joseph Maria Bünter als Gemeindepräsident zurück, blieb aber Mitglied im Gemeinderat. Bis auf das Amt im Armenrat gab er 1895 alle Ämter auf Gemeindeebene auf. Wegen seines Alters und zunehmenden Altersleiden trat Joseph Maria Bünter 1901 auch als Armenrat zurück.
Sein erstes politisches Amt auf Kantonsebene war ab 1863 die Mitgliedschaft im Siebnergericht. 1868 wurde Bünter Vizepräsident dieses Gerichts. Im Jahr 1874 wurde er Mitglied im Geschworenengericht von Nidwalden und 1877 Mitglied des Obergerichts. Diese Ämter im Justizbereich musste Joseph Maria Bünter nach seiner Wahl zum Regierungsrat aufgeben.
Zwischen 1881 und 1904 war er Präsident des Nidwaldner Konkursamtes. Nach der für die Einrichtung einer Nidwaldner Brandversicherung Annahme an der Landsgemeinde 1884 machte sich Bünter als Präsident der Gebäudeschatzungskommission ans Werk der Umsetzung. Joseph Maria Bünter blieb bis 1904 Präsident der Kommission. An der Landsgemeinde 1883 wurde er vom Volk in den Regierungsrat gewählt, in dem er bis 1892 blieb. Bünter wurde Präsident der Konkurskommission sowie Mitglied der Forstkommission und der Güterschatzungskommission.
Joseph Maria Bünter heiratete am 5. Mai 1861 Josefina Christen. Aus dieser Ehe stammen zehn Kinder (sechs Töchter und vier Söhne). Der älteste Sohn und die jüngste Tochter starben früh. Er war Gründungsmitglied des Schweizerischen Piusvereins.

## Quelle
- Neues Stammbuch. Band X, Bünter IV, 22 (6) (Seiten 22 und 23).